# Лёгкие крейсера типа «Даная»
Лёгкие крейсера типа «Даная» (крейсера типа «D») — тип лёгких крейсеров Королевского военно-морского флота Великобритании времён Первой мировой войны. Стали развитием 3-й серии крейсеров типа «C»— «Каледон». Всего было заложено 12 единиц, 8 из них ввели в строй: «Даная» (Danae), «Донтлесс» (Dauntless), «Дрэгон» (Dragon) пополнили Королевские ВМС в 1918 году. 5 единиц были достроены после Первой мировой войны: «Дели» (Delhi), «Диспетч» (Despatch), «Дайомед» (Diomede), «Данедин» (Dunedin) и «Дурбан» (Durban). Ещё 4 корабля не были достроены.
Их усовершенствованной версией стали крейсера типа «Эмеральд».

## Конструкция

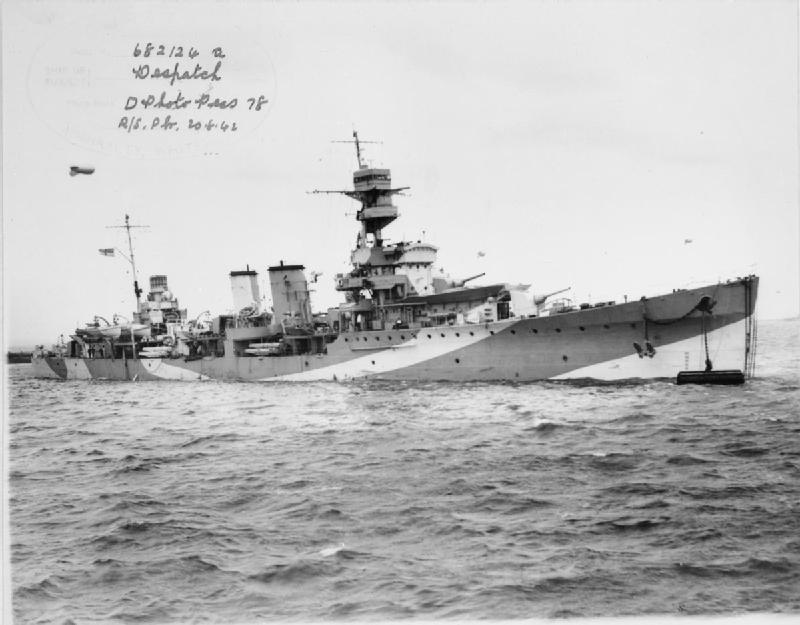
Лёгкий крейсер «Диспетч» 22 июля 1942 года

Крейсера были двухтрубными и двухмачтовыми кораблями с кормой крейсерской формы и полубачной конструкцией корпуса. Три единицы первой серии имели обычный гладкий полубак и наклонный форштевень, последующие получили носовую оконечность так называемого «траулерного типа» (палуба полубака кораблей приобрела седловатый подъём, полого поднимавшийся от бакового орудия «А» к форштевню). Это привело к уменьшению заливания полубака на больших ходах и на волнении.

### Бронирование
Толщина броневого двухслойного пояса в районе МКО 76,2 мм (50,8+25,4 мм), дальше к оконечностям, погреба боезапаса и топливные цистерны защищались плитами толщиной 57,15 мм (38,1+19,05 мм), в корме толщина пояса снижалась до 50,8 мм (38,1+12,7 мм) и в носу до 38,1 мм (25,4+12,7 мм). Нижняя броневая палуба толщиной 25,4 мм простиралась только над кормовым рулевым отделением, прикрывая рулевую машину, в то время как верхняя, имевшая ту же толщину, прикрывала машинные, котельные отделения и орудийные погреба. Носовая надстройка не бронировалась. На крейсерах впервые была применена концепция коробчатого бронирования, заключавшаяся в концентрации дополнительного бронирования вокруг наиболее жизненно важных мест, давая экономию веса. Погреба боезапаса замыкались в 12,7 мм короба с 25,4-мм крышей.

## Служба
«Даная» — заложен 11 декабря 1916 г., спущен 26 января 1918 г., вошёл в строй в июне 1918 г.
«Донтлесс» — заложен 3 января 1917 г., спущен 10 апреля 1918 г., вошёл в строй в ноябре 1918 г.
«Дрэгон» — заложен в январе 1917 г., спущен 29 декабря 1917 г., вошёл в строй в августе 1918 г.
«Дели» — заложен 29 октября 1917 г., спущен 23 августа 1918 г., вошёл в строй в июне 1919 г.
«Диспетч» — заложен 8 июля 1918 г., спущен 24 октября 1919 г., вошёл в строй в июне 1922 г.
«Дайомед» — заложен 3 июня 1918 г., спущен 24 апреля 1919 г., вошёл в строй в октябре 1922 г.
«Данедин» — заложен 5 ноября 1917 г., спущен 19 ноября 1918 г., вошёл в строй в октябре 1922 г.
«Дурбан» — заложен в 22 июня 1918 г., спущен 29 мая 1919 г., вошёл в строй в октябре 1921 г.